# Mont Cradle
Le mont Cradle (1 545 m) est une montagne située dans le parc national de Cradle Mountain-Lake St Clair, dans l'ouest de la Tasmanie, en Australie. C'est, en raison de sa beauté naturelle, l'un des principaux sites touristiques de la Tasmanie. La montagne, comme beaucoup d'autres montagnes de la région, est composée de colonnes de dolérite. Son nom ne signifie pas « berceau » mais fait référence au cradle, machine utilisée en orpaillage, à laquelle elle ressemble.

## Ascension
La région autour du mont offre la possibilité d'un grand nombre de randonnées à la journée et est le départ de l'Overland Track. 
La montagne est escaladée très régulièrement par les touristes et peut l'être presque toute l'année. Il s'agit d'une marche ardue de six heures et demie d'ascension depuis le parking du lac Dove. L'ascension de la partie rocheuse de la montagne implique de circuler sur de gros rochers pendant deux heures. L'ascension est soumise à un risque de mauvais temps qui peut arriver à tout moment. Du sommet, (où il y avait un point de triangulation), on a une vue spectaculaire, à 360°, sur le lac Dove, Barn Bluff, et le mont Ossa.

## Caractéristiques
La montagne se dresse au-dessus des lacs glaciaires Dove (à 934 m), Wilks et Crater. 
Le mont a quatre sommets distincts. Par ordre de hauteur, ce sont le mont Cradle (1 545 m), le pic Smithies (1 545 m), la Weindorfers Tower (1 459 m) et le Little Horn (1 355 m).

## Flore
Les alentours sont couverts d'une grande variété de végétation alpine et subalpine, dont notamment Nothofagus gunnii, la seule plante à feuillage caduc de Tasmanie, et Gymnoschoenus sphaerocephalus qui domine les zones plus humides en compagnie de fougères, telle que Gleichenia alpina, et d'Astelias. Clethra alnifolia est abondant dans les fruticées couvrant les pentes et dans les bosquets de Eucalyptus coccifera. Les espèces de plantes poussant sur la montagne comprennent : Euphrasia collina, Rubus gunnianus, Richea scoparia, Bellendena montana, Telopea truncata, Diselma archeri et Athrotaxis cupressoides. Les vallons environnants abritent des forêts humides parsemées de mousse et de lichen, et composées notamment de Nothofagus cunninghamii, Richea pandanifolia, Atherosperma moschatum, Athrotaxis selaginoides et Phyllocladus aspleniifolius.

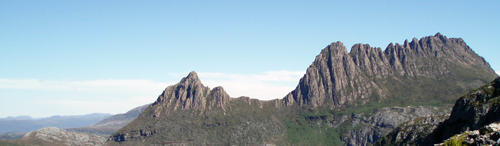
Le mont Cradle vu du pic Marions. De gauche à droite, Little Horn, Weindorfers Tower, le pic Smithies et le mont Cradle.